# Il Volga si getta nel Caspio
Il Volga si getta nel Caspio, in russo Volga vpadaet v Kaspijskoe more, è un romanzo di Boris Andreevič Pil'njak, la cui stesura risale al 1929, pubblicato nel 1930.
Generalmente viene classificato dalla critica come opera minore e mediocre, essendo la sua redazione legata al tentativo da parte dello scrittore russo di riabilitare la sua figura di intellettuale e artista, compromessa dall'uscita di un'opera precedente, Mogano, attaccata con veemenza dalla censura stalinista. Tuttavia, c'è chi ha rilevato una maggiore complessità nella sua trama che andrebbe oltre la lode incondizionata delle imponenti opere di edilizia messe in atto dal regime comunista.
Il Volga si getta nel Caspio ha per cornice una vecchia provincia russa coinvolta nella grandiosa opera di sovvertimento del corso dei fiumi. Una folla di contadini e borghesi si aggrappa disperatamente ai margini di un mondo che scompare, e l'autore ci mostra la resistenza ostinata e votata all'insuccesso degli individualisti contro i collettivisti, lasciando trasparire un attaccamento nostalgico alla vecchia Russia. 
È una specie di rapporto scritto da un grande narratore sulla vita politica e familiare di queste due Russie, quella che scompare e quella che si impone. E proprio questa profonda tensione che si traduce in vera e propria scissione culturale, ha scatenato in Urss la sanguinosa repressione del potere, lotta dura tesa a estirpare le radici del passato e il sentimento che legava ad esso un popolo intero. Tale era appunto la posta in gioco: il rinnovamento da contrapporre a un passato sentito come primitivo e ingombrante. Ma nella folla di uomini e donne, che sembra riflettersi nella corrente stessa dei fiumi, trascinante o costretta a fluire regolata dagli sbarramenti delle dighe, si intravede sopravvivere tenacemente l'anima immortale della grande Russia millenaria.
Dunque, anche in quest'opera, pur in superficie così celebrativa e articolata sui temi che più erano cari al regime, scorrerebbe l'inquietudine tipica dell'espressività di Pil'njak, un nodo strettamente intrecciato di ossessioni, timori, incertezze che risalgono soprattutto nei pensieri notturni dei personaggi, la cui psicologia si manifesta in una sorta di flusso di coscienza, nel quale non si può non scorgere la tecnica degli autori occidentali contemporanei letti dallo scrittore.

## Trama
A Kolomna, una cittadina russa nell'Oblast di Mosca, ferve il cantiere per la grande diga sull'Oka. Il monolite, alto 25 metri, deve far sì che l'acqua dell'Oka, refluendo nelle acque del Moskva, scorra lungo il thalweg del Moskva. Un canale, scavato presso il villaggio di Vereia, raggiungeva il fiume Kliazma nelle vicinanze del villaggio manifatturiero di Stchelkovo. Attraverso questo canale si versavano nel Kliazma le acque dell'Oka e del Moskva, per scorrere, poi, lungo il thalweg del Kliazma. L'Oka avrebbe mutato letto. Il Moskva avrebbe preso a scorrere lungo la sua parte superiore. Così Mosca sarebbe stata attraversata da un vasto fiume nuovo, navigabile, creato artificialmente dal lavoro dell'uomo.
Il vecchio ingegnere idraulico Poletika di San Pietroburgo, raggiunge la provincia moscovita per verificare il procedere dei lavori nel cantiere, ormai prossimo alla chiusura. Quella che sembra una compagine compatta di forze e volontà, tese al raggiungimento di un unico obiettivo comune, il progresso della Russia, appare invece messa in discussione da diversi personaggi legati alla tradizione, incapaci di vivere il proprio tempo e di assumersi un ruolo attivo.
Così l'energia di Poletika e di Sadykov, il progettista più giovane, considerato come una sorta di allievo ed erede delle sue idee, si scontra con l'inquietudine e le perplessità dei loro due colleghi, Laszlo e Poltorak.
Laszlo, un ingegnere di origini ungheresi, è il marito di Marija Fëdorovna, ex moglie di Sadykov, sposata in seconde nozze dopo aver lasciato Ol'ga Aleksandrovna, la moglie di Poletika. Attraverso la figure femminili, dunque, viene a crearsi un legame strettissimo tra i tre protagonisti maschili. L'improvviso suicidio di Marija, che non è riuscita a comunicare a Sadykov e neppure a Laszlo i propri sentimenti, mette fuori campo quest'ultimo, schiacciato dai sensi di colpa e dal fatto di essere pubblicamente additato dalla comunità femminile delle compagne operaie come il responsabile del gesto. Poltorak, invece, è un uomo distante tanto dallo spirito della rivoluzione quanto dall'umanità necessaria alla comprensione degli altri. È infatti coinvolto nelle trame sabotatrici dei fratelli Karpovitch, Ivan e Ojogov, cui prendono parte anche i due antiquari Bezdietov. 
I Bezdietov vanno a caccia di affari nelle case decrepite dei contadini e di gente caduta in miseria, cercando di comprare gli ultimi pezzi di quell'artigianato russo ormai destinato a morire insieme allo sconvolgimento dei luoghi. Sembrano aggrapparsi ai frammenti degli antichi fasti di quella religione artigiana professata dai maestri del mogano per far continuare a vivere un tempo ormai sepolto.
Alla fine il progetto di attentato fallisce e i sabotatori restano vittime della loro disperata opposizione all'avanzare del progresso. In particolare, attorno a Ojogov Karpovitch, che maggiormente incarna la resistenza della vecchia Russia spinta quasi al misticismo e alla follia, si svolge la drammatica conclusione del romanzo. Ojogov infatti si chiude nell'edificio del vecchio forno, dove viveva con altri compagni in una sorta di comunità eremitica, e si lascia sommergere dall'acqua del nuovo fiume.

## Analisi dei personaggi
Laszlo, l'uomo in cui si scorgono le tracce della vita nella steppa e nel quale si agita il destino dei suoi primi antenati slavi che egli sembra compiere, avendo fatto il viaggio inverso, dall'Ungheria tornando in Russia e risalendo il Volga, è tormentato dal dubbio rovinoso di Faust.
Vive infatti una notte di profonda angoscia, come del resto Sadykov, dopo il suicidio di Marija. Il ricordo della donna, che scorre nella mente di entrambi, dà origine a un lungo flashback che occupa quasi un centinaio di pagine. È la digressione più cospicua di tutto il romanzo.
Sadykov, da parte sua, nelle stesse ore del delirio di impotenza e rimorso di Laszlo, ripensa alla notte di maggio "uguale a settembre quando i lupi errano nei campi", nella quale aveva deciso di lasciare Marija. Per tutto il romanzo peraltro la metafora venatoria dell'inseguimento dei lupi spinti e braccati dagli scaccia, è una delle marche più ricorrenti del senso di inquietudine. La sentiamo spesso prendere corpo nelle parole di Poltorak rivolte a Nadiejda Antonovna, la sua amante, e nei pensieri di Sadykov.
Ma in questo romanzo sono soprattutto le donne a farsi depositarie e allo stesso tempo veicoli dell'inquietudine che assedia i protagonisti.
Esse mettono continuamente in crisi il sistema di certezze e l'attivismo degli uomini, univocamente ispirato dal progresso socialista.
Alle donne, tra l'altro, Pil'njak dedica i ritratti più intensi e commoventi. Così è per la toccante fine di Viera Grigorievna, la giovane sorella di Sofia, la moglie di Poltorak. E pure nella scena corale delle operaie che accompagnano il feretro di Marija si sente prorompere tutta la forza primitiva della femminilità.
Ma si tratta anche di creature fragili, che percepiscono di non avere affatto nella società, nonostante la rivoluzione, lo stesso riconoscimento riservato agli uomini. Un elemento comune di queste donne è che sono tutte ripiegate nella loro interiorità e fanno fatica a rivelarsi completamente.
Il Volga, la Grande Madre dei Russi, ha esso stesso un volto femminile. E infatti largo spazio è fatto nel romanzo al ritrovamento sul suo fondo delle primitive statue di pietra, studiate da Liubov Pimenovna, la figlia di Poletika, raffiguranti le donne della steppa. Esse sono la testimonianza di quel popolo del Volga, la civiltà nomade finita nell'oblio e nel deserto, che riaffiora quasi a voler richiamare alla riflessione un popolo ormai sfrenatamente lanciato nella corsa al socialismo.

## Considerazioni sullo stile
Lo stile di Pil'njak sembra ispirarsi a tratti alla tecnica dello stream of consciousness, il flusso di coscienza. È specialmente di fronte alla morte che si fa largo un pensiero fluido, indistinto, vorticante dal quale i personaggi si sentono quasi messi con le spalle al muro. È così per la morte di Viera e di Marija..
Questo effetto di flusso, cui sono soggetti i pensieri dei protagonisti, è ottenuto dallo scrittore attraverso la citazione e la ripresa di interi passi o frammenti di immagini che descrivono situazioni precedenti, o ancora di singole espressioni (costrutti, aggettivi, parole).
All'interno di tale modalità espressiva il tema del ricorso del tempo e del conseguente fatalismo, che finisce per unire e regolare tutti i rapporti fra i personaggi, si pone quasi come una naturale declinazione.

## Edizioni
- Il Volga si getta nel Caspio, J. Sapi, Roma, 1944 - (collana: I giovani russi)
- Il Volga si getta nel Caspio, introduzione e traduzione di Aldo Scagnetti, CDE, su licenza Gherardo Casini Editore, 1975 [1966]